# Четинкая, Келиме
Келиме́ Четинкая́ (тур. Kelime Çetinkaya, в девичестве Келиме́ Айды́н, род. 15 июня 1982 года, Карс, Турция) — турецкая лыжница, член сборной страны по лыжному спорту, участница Зимних Олимпийских игр 2002, 2006, 2010, 2014.
Знаменосец Турции на ОИ в Ванкувере.

## Спортивная карьера
Келиме Четинкая участвует в международных соревнованиях с 2000 года. Принимала участие в чемпионате мира среди юниоров 2001, взрослых чемпионатах мира 2003, 2005, 2007, 2009, Универсиадах 2005 и 2007. На этапах Кубка мира Келиме дебютировала в марте 2004 года.
На счету спортсменки — 6 побед на этапах Балканского кубка и 2 победы в гонках FIS, золотая медаль юношеского чемпионата Балкан 2002 года в гонке на 30 км (2002).

## Олимпийские игры
В 2002 году Келиме Четинкая стала первой в истории турецкой спортсменкой, принимавшей участие в Зимних Олимпийских играх. На этом турнире она заняла 56 место в спринте.
На Олипмиаде-2006 она заняла 52 место в гонке на 10 км классикой и 49 место в гонке на 30 км свободным стилем. Келиме стартовала также на гонке преследования на 15 км но не дошла до финиша.
На Олимпиаде-2010 в Ванкувере Келиме Четинкая заняла 69 место в гонке на 10 км свободным стилем, 61 место в гонке преследования и 53 место в спринте.